# WWE Women's Tag Team Championship
WWE Women's Tag Team Championship là một chức vô địch đồng đội đấu vật chuyên nghiệp được tạo ra và quảng cáo bởi công ty người Mỹ WWE. Nó là một trong hai chức vô địch đồng đội dành cho nữ duy nhất của chương trình, và được bảo vệ trên hai thương hiệu chính của chương trình, Raw và SmackDown. Những nhà vô địch hiện nay là  Sasha Banks và Naomi đến từ thương hiệu SmackDown.
Đai vô địch được công bố với khán giả vào ngày 24 tháng 12 năm 2018 trong Monday Night Raw. The Boss 'n' Hug Connection (Bayley và Sasha Banks) trở thành những nhà vô địch đầu tiên, và lúc đó họ đang thi đấu trên thương hiệu Raw. Ban đầu, đai dành cho cả Raw, SmackDown và NXT, nhưng từ khi NXT tạo ra đai đồng đội nữ dành cho thương hiệu này vào ngày 3 tháng 3 năm 2021 trong NXT, đai đã không còn được bảo vệ tại NXT nữa. WWE Women's Tag Team Championship đã được đem ra bảo vệ trong trận đấu đầu tiên của sự kiện pay-per-view TLC: Tables, Ladders & Chairs.
Danh hiệu này khác với WWF Women's Tag Team Championship được bảo vệ từ 1983-1989, vì nó không liên quan đến danh hiệu cũ.

## Lịch sử
Vào năm 1989, World Wrestling Federation (WWF, nay là WWE) đã bỏ đai WWF Women's Tag Team Championship do thiếu các đội nữ của dàn sao. Điều này vẫn thế cho đến những năm 2000. Đầu thập niên 10 của thế kỷ XXI, dàn sao nữ bắt đầu phát triển và vào năm 2012, WWE.com đã có một bài viết ủng hộ sự hồi sinh của Women's Tag Team. Vào năm 2014, The Twins Bella (Brie Bella và Nikki Bella) đã thảo luận về mong muốn tạo ra đai Divas Women's Tag Team trong thời gian này đến năm 2016, các đô vật nữ được gọi là Divas và chức vô địch hàng đầu của họ là WWE Divas Championship. Ý tưởng cho chức vô địch đồng đội của nữ dường như bị lãng quên cho đến năm 2018, trong một cuộc phỏng vấn với Sky Sports, Stephanie McMahon đã nói liên quan đến tựa game mới ra mắt: "Chưa chắc chắn, nhưng đó hoàn toàn là điều chúng tôi nghe rõ ràng và đủ to từ cơ sở người hâm mộ của chúng tôi và đó là điều chúng tôi muốn thực hiện ngay khi có thể". Trước pay-per-view Evolution dành riêng cho nữ lần đầu tiên của WWE vào tháng 10, suy đoán, bao gồm cả những bình luận của các đô vật nữ hiện tại đã phát sinh ra chương trình khuyến mãi sẽ ra mắt các tựa game tại sự kiện. Ngay trước sự kiện, Stephanie nói: "sớm hơn chúng tôi nghĩ"; tuy nhiên, các tựa game không được ra mắt tại Evolution. Speculation đã chết sau sự kiện này, tuy nhiên, vào ngày 3 tháng 12 năm 2018, tập phim Monday Night Raw, khi được người hâm mộ đặt câu hỏi về những gì họ muốn mang đến cho dàn sao nữ vào năm 2019, Bayley và Sasha Banks tuyên bố rằng họ muốn trở thành nhà vô địch WWE Women's Tag Team đầu tiên.
Vào ngày 24 tháng 12 năm 2018 trong Raw, Chủ tịch WWE Vince McMahon chính thức công bố rằng đai WWE Women's Tag Team Championship sẽ được giới thiệu vào năm 2019. Vào ngày 14 tháng 1 năm 2019 trong tập phim Raw, đai vô địch đã được Alexa Bliss công bố trong phân đoạn "A Moment of Bliss". Sau khi công bố,  Bliss tuyên bố các nhà vô địch đầu tiên sẽ được công bố tại Elimination Chamber, bao gồm ba đội từ Raw và ba từ SmackDown, khiến danh hiệu này không độc quyền của thương hiệu nào. Vào ngày 18 tháng 2 trong Raw, có thông báo rằng danh hiệu cũng sẽ được bảo vệ trên thương hiệu NXT.
Để xác định ba đội từ Raw, các trận vòng loại được tổ chức và bắt đầu vào ngày 28 tháng 1 trên Raw. Đội của Nia Jax & Tamina và Liv Morgan & Sarah Logan của The Riott Squad  đủ điều kiện sau khi đánh bại đội của Alexa Bliss & Mickkie James và Natalya & Dana Broke tương ứng. Tuần sau, The Boss 'n' Hug Connection (Bayley và Sasha Banks) đã đánh bại Alicia Fox và Nikki Cross để giành vị trí cuối cùng tại Raw. Không có trận đấu vòng loại nào được tổ chức để xác định ba đội từ SmackDown do dàn sao nữ ít hơn, thay vào đó, mỗi đội tuyên bố sự tham gia của họ. Mandy Rose và Sonya Deville công bố họ vào ngày 29 tháng 1 trong SmackDown. The IIconics (Billie Kay và Peyton Royce) xác nhận họ tham gia qua tài khoản Twitter, Carmella và Naomi tham gia trận chung kết vào ngày 5 tháng 2. Boss 'n'  Hug Connection tiếp tục giành chiến thắng trong các trận sau, loại Rose và Deville bằng Banks đệ trình Deville để trở thành những nhà vô địch đầu tiên.
Danh hiệu được đưa ra để tranh tại sự sự kiện pay-per-view đầu tiên TLC: Tables, Ladders & Chairs (2019). The Kabuki Warriors (Asuka và Kairi Sane) bảo vệ đai trước Charlotte Flair và Becky Lynch trong trận đấu bàn thang ghế cho nữ đầu tiên, mà Kabuki giành chiến thắng.
Vào ngày 3 tháng 3 năm 2021 trong NXT, các nhà vô địch Nia Jax và Shayna Baszler bảo toàn đai trước Dakota Kai và Raquel González từ NXT, nhưng kết thúc gây tranh cãi. Trọng tài trận đấu đã bị đuổi bởi quan chức WWE Adam Pearce, điều hành Raw và SmackDown, cử trọng tài khác vào đã không công nhận chiến thắng của Kai. Vào tuần sau, Tổng giám đốc NXT William Regal thành lập đai đồng đội nữ NXT, công nhận Kai và Raquel vô địch. Đai không còn được bảo vệ trên NXT nữa.

## Thiết kế
Chức vô địch được tiết lộ bởi Alexa Bliss vào ngày 14 tháng 1 năm 2019 trong Raw. Đai có ba tấm trên dây đeo bằng da màu trắng, nhỏ hơn đai cho nam. Ba tấm được viền bằng vàng trong khi bên trong chủ yếu là bạc. Logo WWE được dán ở đầu tấm trung tâm có hình tròn, có bốn cạnh nhô ra. Tấm trung tâm, từ "Tag team" nổi bật được viết bằng vàng. Trên đó là một dòng chữ vàng "Women's" trong khi bên dưới là "Champions". Tương tự WWE Raw Tag Team Championship và SmackDown lấy cảm hứng từ Hy Lạp, tấm trung tâm được bao quanh bởi một mẫu uấn khúc trang trí vòng tròn bên trong. Hai tấm bên gắn với phần trung tâm có thể tháo rời và tùy chỉnh với logo nhà vô địch, các tấm bên mặc định có logo trên toàn cầu.

## Các nhà vô địch
Tính đến ngày 24 tháng 11 năm 2025, đã có 12 lần vô địch giữa bảy đội khác nhau gồm mười ba đô vật cá nhân. Đội vô địch đầu tiên là The Boss 'n' Hug Connection (Bayley và Sasha Banks). Họ cùng với Alexa Bliss và Nikki Cross và Nia Jax và Shayna Baszler là những đội vô địch nhiều lần nhất với hai lần; trong khi cá nhân có đến bảy đô vật giữ đai nhiều lần nhất cũng với hai lần. The Kabuki Warriors (Asuka và Kairi Sane) có thời gian giữ đai lâu nhất là 171 hoặc 172 ngày (180 ngày được WWE công nhận), trong khi Asuka và Charlotte Flair có lần giữ đai ngắn nhất với 42 ngày. Asuka cũng có tổng số lần giành đai nhất với 213 hoặc 214 ngày (222 ngày được WWE công nhận). Tamina là nhà vô địch lớn tuổi nhất, giành đai ở tuổi 43, và Peyton Royce là trẻ nhất khi 26 tuổi.
Những nhà vô địch hiện tại là Sasha Banks và Naomi. Họ đã đánh bại Carmella và Zelina Vega vào ngày 4 tháng 4 năm 2022 tại sự kiện Wrestlemania 38.
| Lần             | Số lần nhà vô địch giữ đai         |
| STT             | Số thứ tự của từng nhà vô địch     |
| Ngày            | Ngày nhà vô địch giành được đai    |
| Số ngày giữ đai | Số ngày mà nhà vô địch giữ đai     |
| Địa điểm        | Thành phố nhà vô địch giành đai    |
| Sự kiện         | Sự kiện nhà vô địch giành được đai |
| +               | Lần giữ đai bị thay đổi hàng ngày  |

| STT | Đô vật                                              | Lần | Ngày                        | Số ngày giữ đai            | Địa điểm                      | Sự kiện                     | Ghi chú |
| --- | --------------------------------------------------- | --- | --------------------------- | -------------------------- | ----------------------------- | --------------------------- | --- |
| 1   | The Boss 'n' Hug Connection (Bayley và Sasha Banks) | 1   | 17 tháng 2 năm 2019         | 49                         | Houston, Texas                | Elimination Chamber         | Đây là trận đấu Elimination Chamber để tìm ra nhà vô địch đầu tiên, bao gồm những đội sau tham gia Tamina & Nia Jax, Liv Morgan & Sarah Logan thuộc The Riott Squad, Mandy Rose & Sonya Deville, The IIconnics (Billie Kay và Peyton Royce), và Carmella & Naomi. |
| 2   | The IIconnics (Billie Kay và Peyton Royce)          | 1   | 7 tháng 4 năm 2019          | 120                        | WrestleMania 35               | East Rutherford, New Jersey | Đây là trận đấu đồng đội bốn người, gồm các đội sau cũng tham gia Nia Jax & Tamina, và Beth Phoniex & Natalya. |
| 3   | Alexa Bliss và Nikki Cross                          | 1   | 5 tháng 8 năm 2019          | 62                         | Raw                           | Pittsburgh, Pennsylvania    | Đây là trận đấu đồng đội bốn người, bao gồm Mandy Rose & Sonya Deville, và The Kabuki Warriors (Asuka và Kairi Sane). |
| 4   | The Kabuki Warriors (Asuka và Kairi Sane)           | 1   | 6 tháng 10 năm 2019         | 171 hoặc 172               | Hell in a Cell                | Sacramento, California      | WWE công nhận họ giữ đai tới ngày 4 tháng 4 năm 2020, khi trận đấu sau bị phát sóng chậm. |
| 5   | Alexa Bliss và Nikki Cross                          | 2   | 25 hoặc 26 tháng 3 năm 2020 | 61 hoặc 62                 | Đêm 1 WrestleMania 36         | Orlando, Florida            | Sự kiện này được quay vào ngày 25 hoặc 26 tháng 3, nhưng hiện tại vẫn chưa rõ ngày nào bắt đầu bấm máy quay. WWE công nhận họ giữ đai bắt đầu kể từ ngày 4 tháng 4 năm 2020, và kết thúc vào ngày 5 tháng 6 năm 2020, khi các trận đấu được phát sóng chậm.       |
| 6   | Bayley và Sasha Banks                               | 2   | 26 tháng 5 năm 2020         | 96 (85 được WWE công nhận) | SmackDown                     | Orlando, Florida            | Họ trước đây dùng tên The Boss 'n' Hug Connection. WWE công nhận họ giữ đai kể từ ngày 5 tháng 6 năm 2020 khi trận này bị phát sóng chậm. |
| 7   | Nia Jax và Shayna Baszler                           | 1   | 30 tháng 8 năm 2020         | 112                        | Payback                       | Orlando, Florida            | |
| 8   | Asuka (2) và Charlotte Flair                        | 1   | 20 tháng 12 năm 2020        | 42                         | TLC: Tables, Ladders & Chairs | St. Petersburg, Florida     | |
| 9   | Nia Jax và Shayna Baszler                           | 2   | 31 tháng 1 năm 2021         | 103                        | Royal Rumble                  | St. Petersburg, Florida     | Ngày 10 tháng 3 năm 2021, chức vô địch không còn được bảo vệ trên NXT nữa do thương hiệu này đã thành lập chức vô địch đồng đội riêng. |
| 10  | Natalya và Tamina                                   | 1   | 14 tháng 5 năm 2021         | 46+                        | SmackDown                     | Tampa, Florida              | |
| 11  | Nikki A.S.H. (3) và Rhea Ripley                     | 1   | 20 tháng 9 năm 2021         | 63                         | Raw                           | Raleigh, NC                 | Nikki A.S.H. được biết đến với cái tên trước đây là Nikki Cross. |
| 12  | Carmella và Queen Zelina                            | 1   | 22 tháng 11 năm 2021        | 132                        | Raw                           | Brooklyn, NY                | |
| 13  | Sasha Banks (3) và Naomi                            | 1   | 4 tháng 4 năm 2022          | 30+                        | SmackDown                     | Wrestlemania 38             | |

## Tổng số ngày giữ đai
Tính đến ngày 23 tháng 11 năm 2021.

### Theo đội
| ¡ | Nhà vô địch hiện tại.                                                                        |
| ® | Thời gian nhà vô địch giữ đai không chắc chắn, vì vậy khoảng cách giữ đai đang được xem xét. |

| Lần | Đô vật                                           | Lần giữ đai | Số ngày kết hợp | Số ngày kết hợp được công nhận bởi WWE |
| --- | ------------------------------------------------ | ----------- | --------------- | -------------------------------------- |
| 1   | Nia Jax và Shayna Baszler                        | 2           | 215             | 215                                    |
| 2   | The Kabuki Warriors (Asuka và Kairi Sane)        | 1           | ® 171           | 180                                    |
| 3   | The Boss 'n Hug Connection/Bayley và Sasha Banks | 2           | 145             | 134                                    |
| 4   | Natalya và Tamina                                | 1           | 129             | 129                                    |
| 5   | Alexa Bliss và Nikki Cross                       | 2           | ® 123           | 123                                    |
| 5   | The IIconics (Billie Kay và Peyton Royce)        | 1           | 120             | 120                                    |
| 7   | Asuka và Charlotte Flair                         | 1           | 42              | 42                                     |
| 8   | Nikki A.S.H. and Rhea Ripley                     | 1           | 42              | 42                                     |
| 9   | Carmella và Queen Zelina †                       | 1           | 132             | 132                                    |
| 10  | Sasha Banks và Naomi                             | 1           | 30+             | 30+                                    |

### Cá nhân
| Lần | Đô vật          | Số lần giữ đai | Số ngày giữ đai | Số ngày giữ đai được WWE công nhận |
| --- | --------------- | -------------- | --------------- | ---------------------------------- |
| 1   | Nia Jax         | 2              | 215             | 215                                |
| 1   | Shayna Baszler  | 2              | 215             | 215                                |
| 3   | Asuka           | 2              | ®213            | 222                                |
| 4   | Kairi Sane      | 1              | ®171            | 180                                |
| 5   | Sasha Banks     | 2              | 175+            | 164+                               |
| 6   | Bayley          | 2              | 145             | 134                                |
| 7   | Natalya         | 1              | 129             | 129                                |
| 8   | Tamina          | 1              | 129             | 129                                |
| 9   | Nikki Cross     | 3              | ®187            | 187                                |
| 10  | Alexa Bliss     | 2              | ®123            | 123                                |
| 11  | Billie Kay      | 1              | 120             | 120                                |
| 12  | Peyton Royce    | 1              | 120             | 120                                |
| 13  | Rhea Ripley     | 1              | 63              | 63                                 |
| 14  | Charlotte Flair | 1              | 42              | 42                                 |
| 15  | Carmella        | 1              | 132             | 132                                |
| 16  | Queen Zelina    | 1              | 132             | 132                                |
| 17  | Naomi           | 1              | 30+             | 30+                                |